# Prosopocera similis
Prosopocera similis là một loài bọ cánh cứng trong họ Cerambycidae.